# Epignoma natalensis
Epignoma natalensis är en insektsart som beskrevs av Irena Dworakowska 1977. Epignoma natalensis ingår i släktet Epignoma och familjen dvärgstritar. Inga underarter finns listade i Catalogue of Life.